# Flumini Mannu (Medio Campidano)
Il Flumini Mannu è un  fiume che scorre nella pianura del Campidano in Sardegna formando l'omonimo bacino.

## Geografia
Il Flumini Mannu ha origine dalla confluenza di due torrenti nei pressi di Pabillonis, il rio Bellu e il rio Malu; il suo corso si dirige verso nord attraversando il comune di San Nicolò d'Arcidano per sfociare nello stagno di San Giovanni.

### Affluenti del Flumini Mannu
L'affluente naturale principale del Flumini Mannu è il riu Sitzerri, chiamato nel primo tratto riu di Montevecchio, che sorge nei pressi della vecchia miniera di Montevecchio. Il tratto terminale di questo corso d'acqua è stato incanalato in modo da defluire direttamente nello stagno di San Giovanni.
Un secondo flusso d'acqua appartenente al bacino del Flumini Mannu è il riu Mogoro, che nasce dalle pendici meridionali del monte Arci per sfociare nello stagno di San Giovanni, a Marceddì.